# Adaeulum areolatum
Adaeulum areolatum is een hooiwagen uit de familie Triaenonychidae. De wetenschappelijke naam van Adaeulum areolatum gaat terug op Pocock, 1903. De originele naamcombinatie (protoniem) was Adæum areolatum Pocock, 1903. Een volgende naamrecombinatie werd gepubliceerd als Adaeulum areolatum (Pocock, 1903), door Roewer 1923.